# Bauhinia pterocalyx
Bauhinia pterocalyx är en ärtväxtart som beskrevs av Adolpho Ducke. Bauhinia pterocalyx ingår i släktet Bauhinia och familjen ärtväxter. Inga underarter finns listade i Catalogue of Life.